# Pagan Records
Pagan Records – polska wytwórnia płytowa założona w 1992 roku, zajmująca się wydawaniem płyt oraz promocją wykonawców przede wszystkim death i blackmetalowych. Założona i prowadzona przez Tomasza Krajewskiego. Siedziba wytwórni znajduje się w Świeciu.
Wytwórnia posiada duże zasługi dla rozwoju polskiej sceny metalowej. Zawdzięcza się jej odkrycie i wypromowanie zespołów takich jak Behemoth, Lux Occulta, Hell-Born, Witchmaster, Profanum. Wytwórnia wypromowała też zespoły z zagranicy jak Grand Belial’s Key czy Funeral Winds.
Dodatkowo wytwórnia prowadzi sprzedaż wysyłkową wydawnictw własnych oraz innych wydawców muzycznych.